# سید کاظم مسعودی
سیدکاظم مسعودی از سیاستمداران ایرانی بود، که در دوره‌  بیستم    بعنوان نماینده حوزه انتخابی فردوس و طبس و بیست و دوم و  بیست و سوم  از حوزه انتخابیه شیروان در مجلس شورای ملی حضور داشت.